# Frederick Taylor Gates

Frederick Taylor Gates um 1890

Frederick Taylor Gates (* 22. Juli 1853 in Maine, Broome County, New York; † 6. Februar 1929 in Phoenix, Arizona) war ein US-amerikanischer Baptistenpastor. Er war ab 1888 Geschäftsführer der American Baptist Education Society (ABES), von 1907 bis 1917 Vorsitzender des General Education Board (GEB), Berater und Vermögensverwalter von John D. Rockefeller.

## Jugend und Ausbildung
Als Sohn des Pastors Granville Gates (1829–1906) und Sarah Jane Bowers Gates (1830–1906) wuchs er in ärmlichen Landgemeinden auf. Die Familie zog nach Forest City, Kansas, wo sie eine Farm kauften. Frederick musste die High School verlassen, um zu arbeiten und die Schulden der Familie abzutragen. Schließlich konnte er seine Schule beenden und an die University of Rochester gehen, wo er Theologie studierte und auch politische Ökonomie (political economy) unter Dr. Anderson belegte. Hier graduierte er 1877 und unterrichtete anschließend am Rochester Theological Seminary, wo er 1880 ordiniert wurde.

## Pastor und Spendensammler in Minneapolis
Von 1880 bis 1888 war er Pastor der Central Baptist Church in Minneapolis, Minnesota. Hier erbat Charles Alfred Pillsbury seinen Rat, der Begründer des Mühlenimperiums zur Herstellung von Weizenmehl. Dieser wollte in seinem Testament 200,000 $ für eine Schule hinterlassen. Gates konnte ihn jedoch davon überzeugen, sofort 50.000 $ für eine Schule zu spenden unter der Bedingung, dass die Kirchengemeinden in Minnesota noch einmal den gleichen Betrag aufbrächten. Im Testament sollten dann die restlichen 150.000 $ der Schule zugutekommen. Auch den Führern der Baptisten-Gemeinden gefiel diese Lösung und sie beauftragten Gates mit der Sammlung. 1888 gab er seine Pastorenstelle auf und konnte bei Kirchenmitgliedern 60.000 $ für die Gründung der Pillsbury Academy in Minnesota einsammeln. Das waren seine ersten Erfahrungen als erfolgreicher Spendensammler und er hatte seine Berufung gefunden.

## Geschäftsführer der American Baptist Education Society 1888
Weil sich die Aufgabe der American Baptist Home Mission Society (ABHMS) nur auf die Erziehung von Afroamerikanern und Indianern beschränkte, begann Reverend Henry Lyman Morehouse dafür zu werben, eine nationale Baptisten-Organisation zu etablieren, die Akademien und Colleges im ganzen Land errichten sollte. Er fand Unterstützung für seine Idee bei den Führern der Baptisten im Westen und Süden, während die Führer im Osten nicht so angetan davon waren. Schließlich gelang es Moorhouse im Mai 1888, die American Baptist Education Society (ABES) zu gründen, die sich die Förderung von „christlicher Erziehung in Nordamerika unter Baptistischer Schirmherrschaft“ zum Ziel setzte. Da Gates Verbindungen zu jedem der gespaltenen Lager hatte, war er die logische Wahl, um in den Differenzen zu vermitteln und eine Versöhnung herbeizuführen. Moorhouse nominierte ihn als einzigen Kandidaten für den Posten des Geschäftsführers.
Gates nannte die Gründung der ABES in seinen Memoiren: ein populärer Sieg für den bettelarmen und erzieherisch Not leidenden Westen und Süden über die reichen und erzieherisch gut ausgestatteten Ost- und Neu England-Staaten.
Gates verließ Minneapolis und wurde 1888 Geschäftsführer mit einem Jahresgehalt von 2500 $. Er machte sich sofort an seine Aufgabe und erstellte einen Bericht, in dem er die erzieherischen Einrichtungen der verschiedenen Glaubensrichtungen zunächst demographisch verglich:
- Die 373.000 Baptisten im Westen der USA leiteten 11 Schulen mit 1257 Studenten, von denen ca. 1⁄4 College-Kurse besuchte. Der Wert des Grundbesitzes betrug 881.670 $.
- Die 145.000 Kongregationalisten besaßen 8 Colleges mit 1639 Studenten mit einem Grundbesitz von 1.743.000 $.
- Die 119.000 Presbyterianer hatten ebenfalls 11 Schulen mit 1874 Studenten mit einem Grundbesitz von mehr als 2.437.000 $.
- Die Methodisten hatten 21 Schulen mit 5651 Studenten und einem Wert des Grundbesitzes von 5,3 Millionen $.

Hierbei stellte sich für den Westen heraus, dass die meisten Schulen an unbedeutenden Orten lagen und für ein größeres Einzugsgebiet deshalb unattraktiv waren, so dass sie nur von einem Fünftel der Baptisten besucht wurden und somit ihr Einfluss innerhalb des Staates gering war. Gates Untersuchungen wurden noch detaillierter und bezogen neben den Colleges auch Akademien und Theologische Seminare über ganz Amerika mit ein. Als sich für Gates der Westen mit dem Standort Chicago herauskristallisiert hatte, folgte er einer Einladung der Baptisten von Chicago und legte diesen am 15. Oktober 1888 seine Ideen vor. Wichtig war ihm dabei ein Standort inmitten der Stadt und nicht irgendwo im Randgebiet.
Die Lösung, die Gates am 3. Dezember 1888 seinem Vorstand vorlegte, besagte „ein großes College zu gründen, das ultimativ eine Universität sein könnte, in Chicago, eine gut ausgestattete, beispielhafte Universität, die es mit den Universitäten auf dem Kontinent aufnehmen kann. Chicago ist das Herz des Westens, die Quelle westlichen Lebens, und die Stadt würde ein Baptisten College als intellektueller und religiöser Leuchtkörper so hoch erheben, dass sein Licht bis in jeden Staat und in jedes Heim eindringt vom Eriesee bis zu den Rocky Mountains.“ Überraschenderweise fand sein Vorschlag die Zustimmung des Vorstandes.
1888 hatte das Interesse von Mr. Rockefeller an einer Universität spürbar abgenommen, er hörte zwar zu, gab aber ausweichende Antworten. Gates fand die Erklärung hierfür später in Rockefellers Korrespondenz. Dieser wurde von drei Seiten für unterschiedliche Standorte bestürmt: Dr. Goodspeed und Dr. Harper für Chicago, Dr. Welling und seine Freunde für Washington oder Philadelphia und Dr. Augustus Strong für New York. Hinzu kamen unzählige Hilferufe von Schulen und Akademien der Baptisten überall im Land.

## Mit Rockefeller zur Gründung der Universität von Chicago
Gates übergab seine Ausarbeitungen John D. Rockefeller im November und schlug ein Treffen mit den Verantwortlichen aus Chicago vor. Mitte Januar 1889 bat Rockefeller Moorehouse um eine Kostenübersicht der Gesellschaft und Gates zu einem Mittagessen mitzubringen. Danach lud er Gates ein, ihn auf seiner Zugreise nach Cleveland zu begleiten. Während dieser Fahrt diskutierten sie über die Ziele, Aufgaben und Personal des American Baptist Education Society und Gates drängte Rockefeller nicht zu einer Stellungnahme hinsichtlich Chicago. Gates gewann den Eindruck, dass für den Praktiker Rockefeller die Pläne für die Universität noch nicht ausgereift waren und zeigte ihm einen vorbereiteten Brief einer Einladung an die Baptisten-Führer und reiche Laien mit Einfluss in Chicago, um weitere Einzelheiten wie Standort und sich ergebende Fragen zu besprechen. Rockefeller griff den Vorschlag auf und Gates lud die Gruppe aus Chicago mit Goodspeed und Harper aus Yale zum frühen April 1889 nach New York ein. Hier wurde ein Plan ausgearbeitet und Rockefeller übermittelt. Rockefeller hatte einen guten Eindruck von Gates gewonnen. Kurze Zeit später erhielt die ABES 500 $ für ihre laufenden Kosten. Gleichzeitig teilte Rockefeller allen Beteiligten schriftlich mit, dass alles, was er bezüglich einer Universität in Chicago tun werde, über die ABES abgewickelt werden solle.
Einen Monat später erhielt die ABES für ihre erzieherische Arbeit eine Zusage von 100.000 $, zahlbar in monatlichen Raten von 10.000 $.
Auf seiner Reise nach Boston zur Jahresversammlung traf Gates noch einmal im Mai 1889 mit Rockefeller in dessen Haus No. 4, West Forty-fourth Street in New York zusammen. Fest stand zwischen beiden, dass eine Million Dollar für die Universität benötigt wurde. Im ersten Anlauf war Rockefeller bereit, 400.000 $ zu spenden. Am nächsten Tag trafen sie sich noch einmal und nahmen bei einem Spaziergang auf dem Bürgersteig vor Rockefellers Haus die Diskussion wieder auf. Gates hielt ihm vor, dass es für Chicago und die Baptisten unmöglich wäre, die Differenz von 600.000 oder auch nur 500.000 aufzubringen. Die höchste machbare Summe, die Gates sich vorstellen konnte, wäre 400.000, so dass für Rockefeller 600.000 blieben. Schließlich stimmte Rockefeller zu und Gates „fühlte eine große Erregung“ bei dieser Zusage nach all den Monaten der Ungewissheit. Danach wurde im Büro in New York alles Notwendige schriftlich festgelegt. Rockefeller verlangte von Gates absolute Geheimhaltung, bis alle seine Forderungen angenommen seien. Die Resolutionen bezogen sich auf die Art der Einrichtung: Sie sollte erst ein College sein, das später zu einer Universität wachsen könnte. Eine Akademie könnte damit verbunden sein. Die Einrichtung sollte innerhalb der Stadt und nicht in einem Vorort gelegen sein. Das Gelände sollte nicht weniger als 10 acres betragen. Der Präsident und 2/3 des Vorstands sollten Baptisten sein. Beiden Geschlechtern sollten gleiche Möglichkeiten eingeräumt werden. Es war die Pflicht des Sekretärs (Gates) darauf zu achten, dass die Vereinbarungen eingehalten würden und die zusätzliche Summe von 400.000 $ aufgebracht wird.
Letztendlich stimmte auch die ABES-Hauptversammlung in Boston für den Standort Chicago und akzeptierte ebenfalls alle Vorgaben, so dass Gates nun Goodspeed in Chicago mitteilen konnte, dass innerhalb eines Jahres die Summe von 400.000 $ eingeworben werden müsse. Enthusiastisch fuhr Gates nach Chicago und begann gemeinsam mit Reverend Thomas Wakefield Goodspeed, der Gates um Fürsprache bei Rockefeller gebeten hatte, die einjährige Kampagne, um diese Mittel einzuwerben. Dies war der Beginn einer langen Beziehung zwischen Gates und Goodspeed einerseits und William Rainey Harper und John D. Rockefeller andererseits zum Aufbau der University of Chicago. Diese konnte 1892 eröffnet werden und über die nächsten zehn Jahre steuerte Rockefeller über Gates Mittel für den Aufbau mit Bau- und Landkäufen sowie laufenden Kosten von insgesamt 36 Millionen $ bei.
In den 1890er Jahren verteilte Gates für Rockefeller über die ABES insgesamt 539.069,24 $ an 34 verschiedene Schulen und Einrichtungen.
Ein Brief von Gates ist im Rockefeller-Archiv erhalten geblieben, in dem er einem nicht weiter bekannten „Bruder Sunderland“ Tipps zum Spendensammeln gibt.

## Rockefellers Finanzmanager
Mit der Zeit begann John D. Rockefeller Gates’ Fähigkeiten als Geschäftsmann zu schätzen und übertrug ihm im September 1891 wichtige Aufgaben innerhalb seines Firmenimperiums. Als Finanzmanager begann Gates mit einer sorgfältigen Bewertung der Holdings außerhalb des Standard Oil Trust. Rockefeller gab ihm freie Hand, Investitionen und Firmen neu zu organisieren und er erhielt dazu Assistenten, vertrauliche Informationen und vor allem Vertrauen. Gates kaufte Anteile, um die Kontrolle über Firmen zu gewinnen und ersetzte die Geschäftsleitung. Andere Firmen wurden komplett verkauft. Am Ende war Gates Präsident von 13 Firmen, die Rockefeller jetzt mehrheitlich kontrollierte. Rückblickend sagte er „Kein Mann mit wirklicher geschäftlicher Verantwortung hatte ein glücklicheres Leben als ich.“
Für Aufsehen sorgten seine Geschäfte mit den Mesabi-Eisenerz-Minen, die hier als exemplarisches Beispiel dienen sollen. Die Merritt Familie hatte ihre erste Eisenerzmine, die „Mountain Iron Mine“ 1890 in Betrieb genommen und besaßen bedeutende Claims im Mesabi Range im nördlichen Minnesota. 1891 war unter ihrer Aufsicht mit dem Bau der Duluth, Missabe, and Northern Railway begonnen worden, konnte jedoch durch die Auswirkungen der Börsen-Panik nicht fertig gestellt werden. Als ihre Gläubiger die Rückzahlung der Kredite verlangten, hatten sie kein Geld und wandten sich an Gates/Rockefeller. Dieser war bereit zu helfen, unter der Voraussetzung, dass sie ihm einen bedeutenden Anteil an ihrer Firma abtraten und die Merritts akzeptierten dies zwangsläufig. Rockefeller sah sich gezwungen, persönliche Sicherheiten beleihen, um eine große Summe Bargeld auf dem turbulenten Geldmarkt aufzutreiben, damit die Arbeiter an der Eisenbahn entlohnt werden konnten. Als der Markt sich langsam beruhigte, analysierten sie die Lage. Sie hatten viele Millionen investiert und niemand sonst wollte mitmachen und Aktien kaufen – im Gegenteil, es schien, dass jedermann verkaufen wollte. Aktien wurden ihnen in einer alarmierenden Anzahl angeboten und sie kauften sie (u. a. auch von Ida Tarbells Vater) gegen Barzahlung.
Unglücklicherweise fielen die Aktien 1894 und nun mussten die Merritts auch ihre verbliebenen Aktien an Rockefeller verkaufen. Mit der erzielten einen Million konnten sie gerade ihre Gläubiger befriedigen. Daraufhin verklagte die Familie 1895 Rockefeller auf Betrug. Lediglich einer aus der Familie, Hulett C. Merritt Sr., war in der Lage, seine Anteile bei Rockefeller zu behalten, die später in US Steel übergingen und ihn reich machten. Gates sah sich veranlasst, darüber ein Buch „The truth about Mr. Rockefeller and the Merritts“ zu publizieren.
Damit waren sie in Besitz eines großen Gebiets mit Eisenerz gekommen, von dem einiges mit einer Dampfschaufel für ein paar cents die Tonne geborgen werden konnte, jedoch hatten sie noch immer eine unzureichende Transportmethode, um das Erz auf den Markt zu bringen. Hier wandte sich Rockefeller an einen Konkurrenten und alten Bekannten aus Cleveland: Samuel Mather. Dieser besaß Schiffe, mit denen er sein Erz von Marquette am Lake Superior nach Cleveland brachte. Weil Rockefeller von Duluth verschiffen wollte und somit ihm nicht in die Quere kam, erklärte sich Mather bereit, mit den Werften zu verhandeln und sechs Bulkcarrier für drei Millionen $ in Auftrag zu geben. Er fand Werften, die nur ein Schiff bauten und andere zwei – am Ende waren es zwölf Schiffe von Bargen bis zum Dampfschiff – alle aus Stahl. Mehr wollte Mather aus Konkurrenzgründen nicht tun. Gates erinnerte sich an einen alten Freund aus Broome County, N. Y., der zwar (noch) nichts von Schiffen verstand, jedoch äußerst zuverlässig und vertrauenswürdig war. Dieser Mann war Lamont M. Bowers; Er machte die Bauaufsicht und begleitete die Schiffe, bis sie in Betrieb gehen konnten. Er erfand sogar einen Anker, den er für die Rockefeller benutze und der später auch von anderen Schiffen übernommen wurde. Nachdem auch die Docks in Duluth für die Schiffe gebaut waren, konnte die Verladung von der 600.000 t Erz im Jahre 1894 aus den eigenen Minen der „Lake Superior Consolidated Iron Mines“ beginnen.
Vom November 1892 bis 1901 bereederte die Firma Oglebay, Norton & Co. die Schiffe – am Ende 26 – von Rockefeller. Siehe auch → Walrücken (Schiffstyp)
1901 verkaufte Rockefeller seine Lake Superior Consolidated Iron Mines an John Pierpont Morgan, der mit seinem und Andrew Carnegies Stahl-Imperium die United States Steel Corporation gründete. Es heißt, dass Rockefeller dafür 80 Millionen $ erhielt – wahrscheinlich auch in Aktien von US-Steel – und damit einen geschätzten Gewinn von 50 Millionen $ erzielte.
Gates’ zusätzliche Verantwortung führte zu weiteren Einkommen, die von den Firmen bezahlt wurden, die er gerade leitete. Nach zehn Jahren betrug sein Einkommen 30.000 $ pro Jahr. In den Firmen, die er für Rockefeller re-organisiert und geleitet hatte, investierte er ca. 60.000 $. Als er seine Anteile 1902 verkaufte, brachten sie ihm mehr als 500.000 $. Er ließ sich ein Haus bauen und zog mit seiner Familie nach Montclair, New Jersey.
Da Gates nun einen tiefen Einblick in Rockefellers Privat-Vermögen erhalten hatte, warnte er Rockefeller: „Ihr Vermögen türmt sich auf, türmt sich auf wie eine Lawine. Sie müssen damit Schritt halten! Sie müssen es schneller verteilen als es wächst! Wenn Sie es nicht tun, wird es Sie und Ihre Kinder und Kindeskinder erdrücken.“

## Zusammenarbeit mit Rockefeller Junior

John D. Rockefeller jr. 1899

Als John D. Rockefeller jr. 1897 die Brown University verließ, versuchte er vorsichtig, einen Platz im Imperium seines Vaters zu finden. Die Finanz- und Geschäftswelt ließ ihm dafür keinen Raum, denn sein Vater beherrschte diese bereits und sie interessierte ihn auch nicht besonders. Ein Gebiet, auf dem er sich vielleicht einen Namen machen und auch den Familiennamen erstrahlen lassen konnte, war die Philanthropie. So trat er in das Büro von Gates ein. Rockefeller Jr. war 23 Jahre, unerfahren und schüchtern – Gates 20 Jahre älter, erfahren und selbstbewusst. Junior lernte von Gates, und dieser ließ ihn seine eigenen Erfahrungen machen mit Erfolgen und Misserfolgen.
1901 reiste Rockefeller junior auf Einladung von Robert C. Ogden mit weiteren 50 wohlhabenden Männern und Frauen in die Südstaaten, um ihnen den Stand des Erziehungswesen dort zu zeigen. Sie besichtigten die Modellschule Hampton Institute in Virginia, eine Ausbildungsstätte für Lehrer und eine Landwirtschaftsschule (Agricultural Institute) deren Präsident Reverend Wallace Buttrick war und deren Verwaltungsrat Ogden angehörte. Im Tuskegee Institute, heute Tuskegee University Alabama, trafen sie auch Booker T. Washington, der dort Schulleiter war. Die Tour endete mit der Teilnahme an der Konferenz des Southern Education Board (SEB) in Winston-Salem, North Carolina. Diese Reise war für Rockefeller Jr. „eines der herausragenden Ereignisse in meinem Leben“. Nach seiner Rückkehr bildeten sie eine Arbeitsgruppe, um Pläne für eine Unterstützung der Arbeit in den Südstaaten zu erstellen.
John D. Rockefeller, Jr. spielte später eine zentrale Rolle in der Verbindung von Gates zu Rockefeller senior und beschrieb diese folgendermaßen:

“Gates was the brilliant dreamer and creator. I was the salesman – the go-between with father at the opportune moment. Gates and I were father’s lieutenants, each of us with a different task, but acting in perfect harmony. Gates did the heavy thinking, and my part was to sell his ideas to father. Of course, I was in a unique position. I could talk with father at the strategic moment. It might be in a relaxed mood after dinner, or while we were driving together. Consequently I could often get his approval of ideas which others couldn’t have secured because the moment wasn’t right.”

„Gates war der brillante Träumer und Erschaffer. Ich war der Verkäufer, der Mittler zwischen meinem Vater und einem günstigen Augenblick. Gates und ich waren Vaters Leutnants, jeder mit einer anderen Aufgabe, jedoch tätig in perfekter Harmonie. Gates erledigte das schwere Denken und mein Teil bestand darin, seine Ideen meinem Vater zu verkaufen. Natürlich war ich in einer einzigartigen Position. Ich konnte mit Vater in einem strategisch günstigen Augenblick sprechen. Dies konnte in einer entspannten Stimmung nach dem Abendessen oder während einer Fahrt sein. Dementsprechend konnte ich oftmals seine Zustimmung zu Ideen erreichen, die sich andere nicht sichern konnten, weil der Zeitpunkt nicht richtig war.“

## Gründung des General Education Board
Am 15. Januar 1902 legte junior seine Pläne einer geladenen Gruppe von Erziehern aus dem Süden vor und erhielt enthusiastische Zustimmung. Auch verkündete er die Zusage seines Vaters über eine Million $ für Ausgaben über die kommenden 10 Jahre. Einen Monat später legten sie der gleichen Gruppe die Gründungsurkunde für die neue Organisation, genannt General Education Board (GEB) zur „Förderung der Erziehung in den Vereinigten Staaten ohne Ansehen von Rasse, Geschlecht oder Glaube“ vor ("the promotion of education within the United States without distinction of race, sex, or creed") und informierten die Presse über ihr Vorhaben.
Im Januar 1903 wurde die Gründung der GEB vom US-Senat bestätigt und hatte somit ihren Sitz in Washington.
Rockefeller sen. gab anderthalb Jahre später nach Aufnahme der Arbeit weitere 32 Millionen $ an die Stiftung.
Bis 1921 betrugen Rockefellers Schenkungen an das GEB mehr als 129 Millionen $. Durch kluge Investitionen brachte diese Summe dem GEB 324,6 Millionen $ zur Ausgabe für die Bildung, bis es 1964 eingestellt wurde.

## Gates als Chef-Spendengeber

John D. Rockefeller 1909

In seiner Position als „Chef Spendengeber“ und Anhänger der Fortschritts-Bewegung half Gates Rockefeller, ein System des „Wissenschaftlichen Gebens“ zu entwickeln. Der bekannteste Führer dieser Bewegung war Frederick Winslow Taylor, der proklamierte, dass es immer nur einen richtigen Weg (“one best way”) gäbe, um ein Problem zu beheben.
Unter seiner Führung nahmen die Rockefeller Wohltätigkeitsorganisationen viele der charakteristischen Merkmale der modernen Philanthropie an: die Einbindung in ein strategisches Gesamtkonzept, das auch in Teilbereiche parzelliert werden konnte und für die auch zeitlich gebundene Mittel bereitgestellt werden konnten. Beruhend auf Untersuchungen von Experten unter dem Einsatz von Wissenschaft, Technik, Technologie und den neuen Sozialwissenschaften, sollten Wege gefunden werden, um Verschwendung und Ineffizienz zu beseitigen und die Modernisierung der Gesellschaft zu fördern.
1901 konnte nach seinen Planungen das Rockefeller Institute for Medical Research (heute Rockefeller University) in New York eingeweiht werden, dessen Vorstand er lange angehörte.
1904 nahm Gates den Rechtsanwalt Starr J. Murphy aus Montclair in das General Education Board auf, der dann ebenfalls dem engsten Beraterkreis von Rockefeller angehörte.
1905 unterbreitete Gates Rockefeller noch einmal seine Ideen zur Gründung von Stiftungen. Er schlug vor, dass dieser die Hauptrichtungen für die Arbeit am „menschlichen Fortschritt“ vorgeben und auch wer die Mittel verwalten solle. Dann müsste eine Schenkung erfolgen, aus der „langfristig Mittel bereitgestellt werden unter kompetenter Führung und eigener Versorgung“. Er schlug verschiedene Arbeitsbereiche vor, so z. B. einen großen Fonds für die Verbesserung der höheren Bildung in den Vereinigten Staaten, einen Fonds für die medizinische Forschung in der ganzen Welt und einen Fonds für die schönen Künste usw. Diese Stiftungen sollten so groß sein, dass derjenige, der in einer davon im Verwaltungsrat einen Sitz bekommt, sofort in der Öffentlichkeit bekannt wird. Diese Unternehmen sollten die besten Talente der gesamten Menschheit anstellen.
Ida Tarbell veröffentlichte im McClure’s Magazine im November 1902 ihren ersten Bericht über Standard Oil, der sich in 19 Folgen bis Oktober 1904 hinzog und den Hintergrund einiger Geschäfte ans Licht brachte. Diese „Mudraker“-Kampagne schadete Rockefellers Ansehen in der Öffentlichkeit und das traf ihn sehr. Auch schien er gesundheitlich darunter zu leiden, wie ein Foto aus dieser Zeit zeigt. Hinzu kam 1906 die Klage der Regierung der Vereinigten Staaten in Missouri auf Zerschlagung von Standard Oil Trust entsprechend dem Sherman Antitrust Act von 1890. Rockefellers Firma Standard Oil wurde im August 1907 zu einer Strafe von 29 Mio. US-Dollar wegen des Verstoßes gegen das Anti-Trust-Gesetz verurteilt und 1911 sein Imperium schließlich per Gerichtsurteil in 34 Gesellschaften zerschlagen. Somit hatte Rockefeller während dieser Zeit nicht den Nerv, sich mit der Gründung von Stiftungen zu befassen.

### Rockefeller Sanitary Commission for the Eradication of Hookworm Disease
1902 wies Charles Wardell Stiles, ein Mitarbeiter des U.S. Public Health And Marine Hospital Service, darauf hin, dass das Auftreten des Hakenwurms in den Südstaaten und die damit verbundenen Erkrankungen eine Bedrohung für die dortige Bevölkerung seien. Die durch Fäkalien verunreinigten Böden, das warm-feuchte Klima der Südstaaten und die kaum vorhandenen Latrinen in vielen Landstrichen, hatten die rasante Ausbreitung gefördert. Das Barfußlaufen war üblich und die Larven der Hakenwürmer nisten sich meistens zwischen die Zehen ein und reisen durch die Blutbahnen bis ins Herz und Lunge. Durch Husten wird er aus der Lunge katapultiert und verschluckt, so dass er sich mit seinen Haken im Darm festsetzt und der Kreislauf mit der Eiablage neu beginnen kann. Da der Hakenwurm sich vom Blut ernährt, führte das zu Blutarmut und Eisenmangel, welche die Leistungsfähigkeit der Menschen beeinträchtigte. Die „New York Sun“ schrieb am 5. Dezember 1902, dass jetzt der „Erreger für die Faulheit“ gefunden wäre.
Am 26. Oktober 1909 wurde die „Rockefeller Sanitary Commission for the Eradication of Hookworm Disease“ (Gesundheitskommission zur Ausrottung der Hakenwurm-Krankheit) mit einer finanziellen Ausstattung von einer Million $ in Zusammenarbeit mit der U.S. Public Health And Marine Hospital Service. Die Sanitary Commission unter der Leitung von Wicliffe Rose errichtete 1910 ein Büro in Washington und diente als Informationsagentur für die Staaten. Sie bezahlte auch die Gehälter für das Personal vor Ort. Jeder Staat ernannte einen Direktor für Gesundheit, dem die Kommission zustimmen musste. Dieser war verantwortlich für die Kampagne im jeweiligen Staat. Er ernannte Inspektoren, die zusammen mit Mikroskopisten die Arbeit vor Ort ausführten, d. h. sie bestimmten die infizierten Gebiete und das Ausmaß der Infektion. Die Anwerbung von Mitarbeitern vor Ort, Aufklärung in der Presse, die Arbeit mit den Ärzten und Behandlung von Erkrankten, Inspektion von Schulen und Unterrichtung über Vorbeugemaßnahmen, um Neu-Infektionen zu verhindern und Bodenverschmutzung zu vermeiden gehörte ebenfalls zu den Aufgaben.
Die Behandlung war unangenehm, man musste Chenopodium oder Thymol trinken, um die Würmer abzutöten, und danach eine Dosis von Bittersalz nehmen, um die toten Würmer herauszuspülen. Während einige mit einer einzigen Behandlung geheilt wurden, mussten andere die Behandlungen bis zu fünfmal wiederholen, weil manche Leute einfach nicht die Erfahrung mit der Einnahme von Medikamenten hatten.
Diese Groß-Offensive war auf fünf Jahre angelegt und 1914 legte die Kommission ihre jährlichen Berichte vor, die in einem Band zusammengefasst waren. Dem eigentlichen Bericht der Kommission sind vorbeugende Hygiene-Maßnahmen gegen die Ausbreitung vorangestellt ebenso wie eine Aufklärung für Ärzte. Dem Einsatz war ein großer Erfolg beschieden, auch wenn die "Ausrottung" (noch) nicht überall gelungen war.

## Rockefeller Foundation

Frederick Taylor Gates um 1920

1910 war es endlich so weit. Gates und Starr J. Murphy stellten die geplante Stiftung der Presse vor. Sie sei weitergehend angelegt als das General Education Board, indem sie Wohltätigkeit an der gesamten Menschheit vorsieht. Die Mittel können flexibel für jeden Zweck, der es notwendig erscheinen lässt, und an jedem Ort der Welt eingesetzt werden. Senator Jacob Harold Gallinger aus New Hampshire brachte am 2. März 1910 den Gründungsvertrag in das Repräsentantenhaus in Washington für ein Regierungsgesetz ein. Das Ausmaß der Stiftung rief den Widerstand des Repräsentantenhauses in Washington hervor, das eine zu große Macht und eventuelle Eigeninteressen befürchtete, und das einige Zusatzanträge einbrachte, die von Jerome D. Greene, als Vertreter der Stiftung, akzeptiert wurden.
Am 20. Januar 1911 hatte er das Repräsentantenhaus passiert und war danach bereits zweimal im Senat diskutiert worden. Jerome D. Greene setzte dann eine Frist für eine Entscheidung bis zum 4. März 1912. Danach würde die Stiftung in einem Bundesstaat gegründet und somit nicht US-Regierungsgesetz werden. Der Gründungsvertrag der Stiftung fiel dennoch im Senat durch. Nun wurde er dem Staat New York vorgelegt und von Gouverneur William Sulzer am 14. Mai 1913 unterzeichnet.
Die erste Versammlung fand am 22. Mai statt und John D. Rockefeller Jr., 39 Jahre alt, wurde zum Präsidenten gewählt und machte die Stiftung zu seiner Lebensaufgabe. Gates trat nun in den Hintergrund.
Am 5. Dezember 1913 beschloss der Vorstand seine erste Zuwendung von 100.000 $ an das Amerikanische Rote Kreuz für den Ankauf von Land für ihr Hauptquartier in Washington sowie für die Errichtung eines Denkmals für die Frauen der Vereinigten Staaten, welche die Kranken und Verwundeten im Bürgerkrieg versorgt hatten.

### China Medical Board (CMB)
Gates beschwerte sich, dass die Missionare in China sich nicht um Krankheiten kümmerten, stattdessen verkauften sie westliche Medizin als „Wunder“ und überredeten Sterbende zur Konversion. Er setzte auf Aufklärung und vorbeugende Medizin und gründete 1914 das China Medical Board (CMB) in New York, das sein letztes großes Projekt war. 1915 kaufte die Stiftung das Union Medical College in Peking, das 1906 von Missionaren der Protestanten aufgebaut worden war. Nach dem Ersten Weltkrieg erfolgte der weitere Ausbau, der schließlich 1921 zu der formellen Einweihung des neuen Peking Union Medical College (PUMC) führte und dem das Hauptinteresse des China Medical Boards gehörte.
Im Jahre 1923 war Gates jedoch zu weit gegangen, als er den Vorstand der Rockefeller Foundation bat, 265 Millionen $ in das China Medical Board zu investieren. Die fantastische Summe würde die chinesische medizinische Versorgung zu der besten der Welt machen und würde kirchlichen Einfluss aus der Praxis der Medizin und karitative Arbeit in China beseitigen. Der Vorstand weigerte sich und Gates wurde ein Opfer seines eigenen progressiven Schwerpunkts von der „Herrschaft der Experten“ – die Experten bezüglich China und der Medizin waren nicht einverstanden mit ihm, er wurde ausgegrenzt und ging als Konsequenz in den Ruhestand.
Gates verstarb am 6. Februar 1929 an Lungenentzündung in Phoenix, Arizona. Er wurde auf dem Friedhof von Mount Hebron in Montclair beigesetzt. Er hinterließ seine Ehefrau Emma und vier Söhne.
Wie niemand vor ihm errichtete er die philanthropischen Stiftungen und setzte Maßstäbe, wie Spendengelder effektiv eingesetzt werden konnten.
Rockefeller sen. schrieb bereits 1909 in seinen Erinnerungen über Gates:

“Mr. Gates has for many years been closely associated with my personal affairs. He has been through strenuous times with me, and has taken cares of many kinds off my shoulders, leaving me more time to play golf, plan roads, move trees, and follow other congenial occupations. His efforts in the investigations in connection with our educational contributions, our medical research, and other kindred works have been very successful.”

„Seit vielen Jahren war Mr. Gates eng mit meinen persönlichen Angelegenheiten verbunden. Er hat mit mir anstrengende Zeiten erlebt und mir viele Sachen abgenommen, so dass ich mehr Zeit hatte Golf zu spielen, Straßen zu planen, Bäume umzupflanzen und anderen angenehmen Beschäftigungen nachzugehen. Seine Bemühungen in den Untersuchungen in Zusammenhang mit unseren erzieherischen Beiträgen, unsere medizinische Forschung und andere verwandte Werke waren sehr erfolgreich.“

Es ist Gates Verdienst, dass er durch seine innovativen Ideen der Philanthropie eine neue Ausrichtung gab, die in der Folgezeit Rockefellers Ansehen für immer veränderten.
Er sagte einmal über sein Leben: „Eigentlich war ich ein Geschäftsmann im Habit eines Geistlichen“.

## Veröffentlichungen
- Frederick Taylor Gates: Chapters in My Life. Neuauflage: The Free Press, New York 1977, ISBN 978-0-02-911350-9.
- The truth about Mr. Rockefeller and the Merritts [ca. 1897] Neuauflage: Cornell University Library 2009, ISBN 978-1-112-19747-5.
- The country school of to-morrow. General Education Board, New York 1913, Textarchiv – Internet Archive
- Our American ancestry. 1928, Internet Archive
- Veröffentlichungen Gates in worldcat